# Liste des lacs au Botswana
La liste des lacs au Botswana répertorie la liste non exhaustive des lacs présents sur le territoire de la république du Botswana.

## Lacs notoires et catégories de lacs présents dans le pays
Le lac Ngami et le plus important du Botswana. Il collecte les eaux du delta de l'Okavango. Le lac peut avoir 200 km2 de superficie et 3,5 m de profondeur selon la quantité d'eaux recueillie de la Thamalakhané. Le lac Ngami ne se remplit pas tous les ans et est resté sec par périodes (plusieurs années avant 1951 et en 1973–74).Il existe dans le pays de nombreux types de lacs, valley et de marais, les pans sont aussi les vestiges d'un immense lac, ces pans sont alimenté par l'okavango,,.